# Linfeng Xiang
Linfeng Xiang (kinesiska: 林凤, 林凤乡) är en socken i Kina. Den ligger i provinsen Yunnan, i den sydvästra delen av landet, omkring 380 kilometer nordost om provinshuvudstaden Kunming. Antalet invånare är 39 763. Befolkningen består av 18 731 kvinnor och 21 032 män. Barn under 15 år utgör 25,0 %, vuxna 15-64 år 67 %, och äldre över 65 år 6,0 %.
Genomsnittlig årsnederbörd är 1 132 millimeter. Den regnigaste månaden är juli, med i genomsnitt 239 mm nederbörd, och den torraste är december, med 14 mm nederbörd.